# Kim Henkel
Pour les articles homonymes, voir Henkel (homonymie).
Kim Henkel (né le 19 janvier 1946) est un réalisateur, scénariste et producteur américain.

## Filmographie

### Scénariste
- 1974 : Massacre à la tronçonneuse (The Texas Chain Saw Massacre) de Tobe Hooper
- 1977 : Le Crocodile de la mort (Eaten Alive) de Tobe Hooper

### Réalisateur
- 1994 : Massacre à la tronçonneuse : La Nouvelle Génération (Texas Chainsaw Massacre : The Next Generation)

### Producteur
- 2022 : Massacre à la tronçonneuse (Texas Chainsaw Massacre) de David Blue Garcia